# سیرا نوادا د مریدا
سیرا نوادا د مریدا (به اسپانیایی: Sierra Nevada de Mérida) رشته‌کوهی واقع در شمال غربی ونزوئلا است که خود بخشی از تودهٔ کوهستانی بزرگتری موسوم به کوردیرا د مریدا (به اسپانیایی: Cordillera de Mérida) را تشکیل می‌هد که این توده نیز خود بخشی از زبانهٔ شمالی رشته‌کوه‌های آند است. مرتفعترین قله‌های ونزوئلا که یخچال‌های این کشور را نیز در خود جای داده‌اند همچون پیکو بولیوار به ارتفاع ۴۹۸۱ متر، پیکو هامبولت به ارتفاع ۴۹۴۲ متر و پیکو بونپلند به ارتفاع ۴۸۹۳ متر در سیرا نوادا د مریدا قرار دارند. این یخچال‌ها در عین حال در حال ذوب‌شدن و ناپدیدشدن هستند.
این رشته‌کوه همچنین بخشی از پارک ملی سیرا نوادا را تشکیل می‌دهد که در سال ۱۹۵۲ تأسیس شده و منطقه‌ای به مساحت ۲۷۶۴ کیلومتر مربع را دربر می‌گیرد.